# Орлів Лог
Орлів Лог (рос. Орлов Лог) — селище у Семилуцькому районі Воронезької області Російської Федерації.
Входить до складу муніципального утворення Дівицьке сільське поселення. Населення становить 539 осіб.